# Chrysometa puebla
Chrysometa puebla är en spindelart som beskrevs av Claude Lévi 1986. Chrysometa puebla ingår i släktet Chrysometa och familjen käkspindlar. Inga underarter finns listade i Catalogue of Life.